# 金铁锁
金铁锁（学名：Psammosilene tunicoides）为石竹科金铁锁属的植物，为中国的特有植物。分布于中国大陆的云南、四川、西藏、贵州等地，生长于海拔2,000米至3,800米的地区，多生在砾石山坡和石灰质岩石缝中，目前尚未由人工引种栽培。

## 别名
昆明沙参（植物名实图考） 独钉子（昆明） 土人参、金丝矮坨坨（滇南本草）

## 延伸阅读
[在维基数据编辑]
 《植物名實圖考·昆明沙參》，出自吳其濬《植物名實圖考》